# This Brings Us to Volume II
This Brings Us to Volume II ist ein Jazzalbum von Henry Threadgill. Die im November 2008 im Brooklyn Recording Studio, Brooklyn, entstandenen Aufnahmen erschienen im Oktober 2010 auf Pi Recordings.

## Hintergrund
Wie das Vorgängeralbum nahm Threadgill das Album mit seiner Band Zooid auf, bestehend aus dem Gitarristen Liberty Ellman, José Davila an Posaune und Tuba, dem Bassisten Stomu Takeishi und dem Schlagzeuger Elliot Humberto Kavee.
Threadgills struktureller Schwerpunkt liege eher auf intervallischen Untersuchungen als auf „harmonischer Kartographie“, notierte Thom Jurek. Im Gegensatz zu seinen Werken mit dem Very Very Orchestra sind die fünf Melodien des Albums, wie die auf Volume I, betont undynamisch; sie entwickeln sich vielmehr schrittweise. Grundmelodien werden von allen Spielern gleichzeitig in den Improvisationen um sie herum angedeutet. Die Zurückhaltung, die Threadgill seinen Mitspielern auferlege, ist nach Jurek ähnlich wie bei seinen Novus-Aufnahmen der 1980er Jahre oder der Musik, die er während seiner Air-Jahre angewandt habe.
Threadgills Kompositionen für Zooid sind entlang einer Reihe von Intervallblöcken organisiert, von denen jeder einem Musiker zugeordnet ist, der sich innerhalb dieser Intervalle frei bewegen kann, Melodien improvisiert und Kontrapunkte zueinander setzt. Das System bietet den Rahmen für einen offenen Dialog innerhalb der Gruppe und erlaubt den Musikern, neue Wege der Improvisation zu suchen, unabhängig von Akkordwechseln, Tonleitern oder irgendwelchen Klischees eines bestimmten „freien“ Jazz, die von seinen Musikern erfordern würden, sich voll und ganz der Beherrschung dieses Idioms zu widmen.

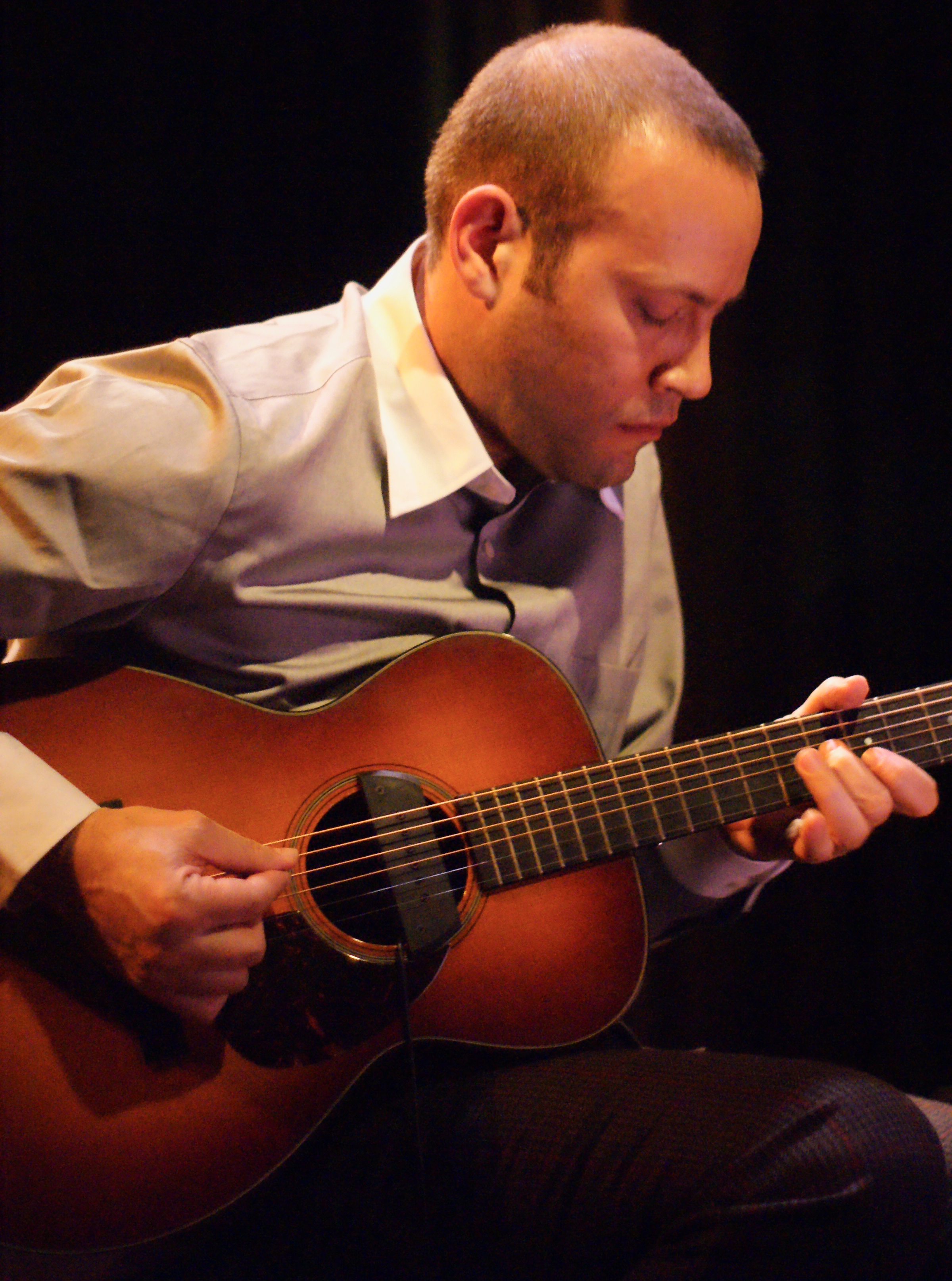
Liberty Ellman bei einem Auftritt mit Henry Threadgill & Zooid 2011

## Titelliste
- Henry Threadgill Zooid – This Brings Us to Volume II (Pi Recordings PI36)[3]
  1. This Brings Us to – 6:30
  2. Extremely Sweet William – 8:08
  3. Polymorph – 11:29
  4. It Never Moved – 7:16
- Die Kompositionen stammen von Henry Threadgill.

## Rezeption
Thom Jurek verlieh dem Album in Allmusic vier Sterne und schrieb, Schlagzeuger Kavee sei „ein Synkopierungsdetektiv, er sucht sie überall gleichzeitig, während Takeishis Bass sich gegen die knisternden Breaks und huschenden Beats zurückzieht, um etwas zu formulieren, das sich einem Groove nähert.“ Ellmans Gitarre berühre Tonartwechsel und dynamische Verschiebungen, wobei Davila auf einem – oder manchmal auf beiden – seiner Instrumente einen Rahmen für Threadgill setze, um mit seinem Altsaxophon oder der Flöte zu beginnen. Die meisten Melodien würden dieser Formel folgen, so Jurek, wobei die Band ein flüssiges Gel kreiere, in das Threadgill einsteige. Bei all dem Raum und der Undirektheit im Ansatz des Ensemblespiels habe diese Aufnahme oder ihr Vorgänger nichts im Entferntesten Akademisches. Wenn man bedenkt, wie fremd ihre anfängliche Konstruktion erscheinen mag, könne es etwas dauern, bis man sie vollständig begreife, aber sie sei so lyrisch, so voller Leben, Humor und verblüffender Originalität, dass es unmöglich ist, nicht hineingezogen zu werden. Die Musik, die Zooid kreiere, habe die Subtilität und Lyrik feiner Poesie. Angesichts des Rufs Threadgills als musikalischer Universalgelehrter sollte dies keine Überraschung sein, denn wie hier gezeigt wird, erfindet er auf seine Art den Jazz von innen heraus neu.

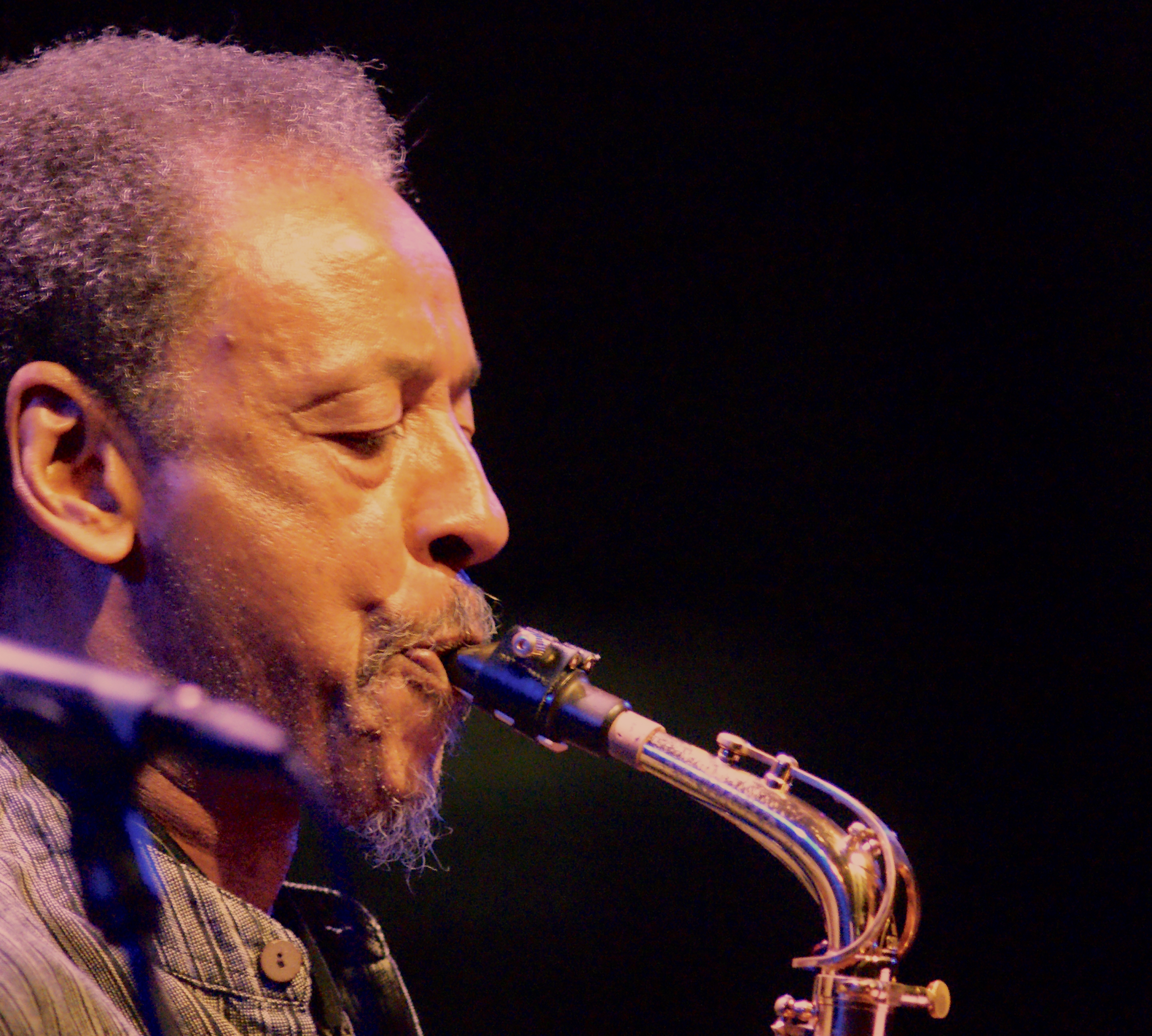
Henry Threadgill bei einem Auftritt mit seiner Band Zooid 2011

Nach Ansicht von Troy Collins, der das Album in All About Jazz rezensierte, zeigen Liberty Ellman, José Davila, Stomu Takeishi und Elliot Humberto Kavee, die alle in den zehn Jahren zuvor mit Threadgill zusammengearbeitet hatten, ihre routinierten Interpretationen seiner labyrinthischen Strukturen; dabei hatten ein mitfühlendes Verhältnis entwickelt, das an Erhabenheit grenze. Das Quintett wechsle subtil zwischen Dynamik in Stimmung, Lautstärke und Dichte und erläutert mit geschmeidigem Schwung die von der Antike bis in die Zukunft inspirierten Themen des Bandleaders. Threadgills Konzept der kontrollierten kollektiven Improvisation ermögliche einen offenen Gedankenaustausch innerhalb des Ensembles, der konventionelle Rollen von Solist und Begleiter transzendiere, indem er prototypische Grenzen zwischen Frontline und Rhythmusgruppe aufhebe, so der Autor. Ellmans glühende Laubsägearbeit, Davilas gedämpfte Blechblasinstrumente und Threadgills kontrastierende Kombination aus sanfter Flöte und bissigem Altsaxophon würden für ebenso viel einfallsreiche Vorwärtsdynamik sorgen wie Takeishis beschwingter Bass und Kavees funkelnde Percussion farbenfrohe harmonische Details böten. This Brings Us To, Volume II sei ein herausragendes Werk, das die anhaltenden Bemühungen eines der wichtigsten improvisierenden Komponisten der Gegenwart dokumentiere.
John Fordham schrieb im Guardian, Henry Threadgill sei keineswegs ein Jazz-Promi, aber vielen einflussreichen Insider gelte er als ein Held für seine Kühnheit im Umgang mit Strukturen, Instrumentierung und für seine Erforschungen von Klangfarben, die den Jazz-Sound verändert hätten, auch wenn er immer noch vertraute Spuren seiner Wurzeln hinterlasse. Threadgills Quintett Zooid sei während der Nullerjahre sein wichtigstes Vehikel gewesen und hätte rhythmisch vielschichtige Ansätze zu zeitgenössischer klassischer Musik, Latin Jazz, Free Jazz, Gamelanmusik und Blues gebracht. Das markante Gitarrenspiel Liberty Ellmans sei auf den stimmungsvollen Lying Eyes sonor und elegant, bevor José Davilas Posaune und die luftigen Flötenlinien des Bandleaders einen typischen Threadgill-Kontrast über einen huschenden Avant-Funk-Puls schlagen. Auf Polymorph sei der Einfluss des Komponisten sowohl auf Tim Bernes Konzeption als auch auf den Altsaxophonklang sehr deutlich. Manchmal skizziere Ellman gespenstische Linien um Stomu Takeishis Bass, bevor Threadgills beschwörendes Altsaxophon hereinwirbelt; an anderen feuere Threadgill atonales Jaulen über den Rhythmen ab, die gemeinsam von Tuba und Trommel gebildet werden. Es sei eine sparsame und asketische Art des Musikmachens, resümierte Fordham, aber vollgepackt mit den Implikationen der sich schnell verändernden Beziehungen [in der Gruppe] und wärmer und zugänglicher, als man vielleicht erwarten würde.